# HMS Ark Royal (1937)
«Арк Ройял» (англ. HMS Ark Royal) — британский авианосец времён Второй мировой войны, третий корабль британского флота, носивший это имя. «Арк Ройял» принимал активное участие в охоте на линкор «Бисмарк» — именно самолёт с «Арк Ройяла» повредил руль «Бисмарка», сделав его лёгкой добычей для британских линкоров.

## История создания

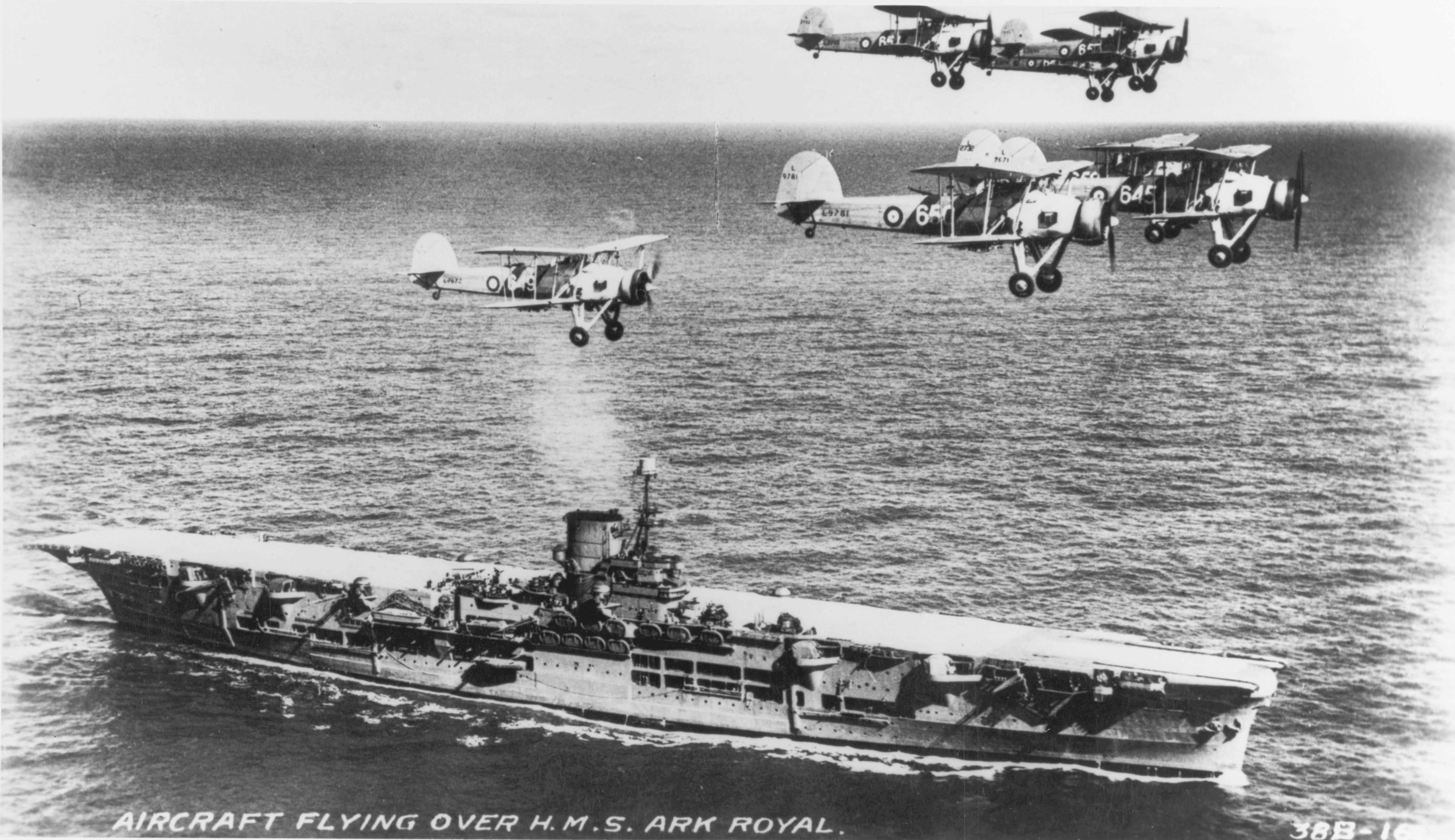
Самолёты «Суордфиш» в полете над авианосцем «Арк Ройял», 1939 год

После подписания вашингтонского морского соглашения максимальное суммарное водоизмещение британских авианосцев было установлено на уровне 135 000 тонн, а семь существующих авианосцев имели в сумме водоизмещение около 115 000 тонн. Флот Великобритании оказался перед выбором: заказать два небольших авианосца по 10 000 тонн водоизмещением или один ударный авианосец в 20 000 тонн. В британском флоте самый новый авианосец, «Гермес», имел водоизмещение около 10 000 тонн, чего было явно недостаточно, поэтому Адмиралтейство заказало один тяжёлый авианосец. Проект был утверждён 21 июня 1934 года. Стоимость заказа составила 3 миллиона фунтов стерлингов.

## Конструкция
«Арк Ройял» воплотил в себе множество новых и революционных идей и решений. Длина корпуса корабля ограничивалась размерами самых больших британских сухих доков на Гибралтаре и на Мальте. Палуба авианосца была длиннее киля на 26 метров. Островная надстройка обеспечивала хороший обзор и улучшала управление. Вынесенная в неё дымовая труба не нагревала внутренние помещения, что улучшило обитаемость. После морских испытаний дымовую трубу удлинили на 3 метра, что предотвратило попадание в столб дыма самолётов, заходящих на посадку. Условия обитания экипажа были намного улучшены по сравнению с кораблями предыдущих проектов.

## История службы

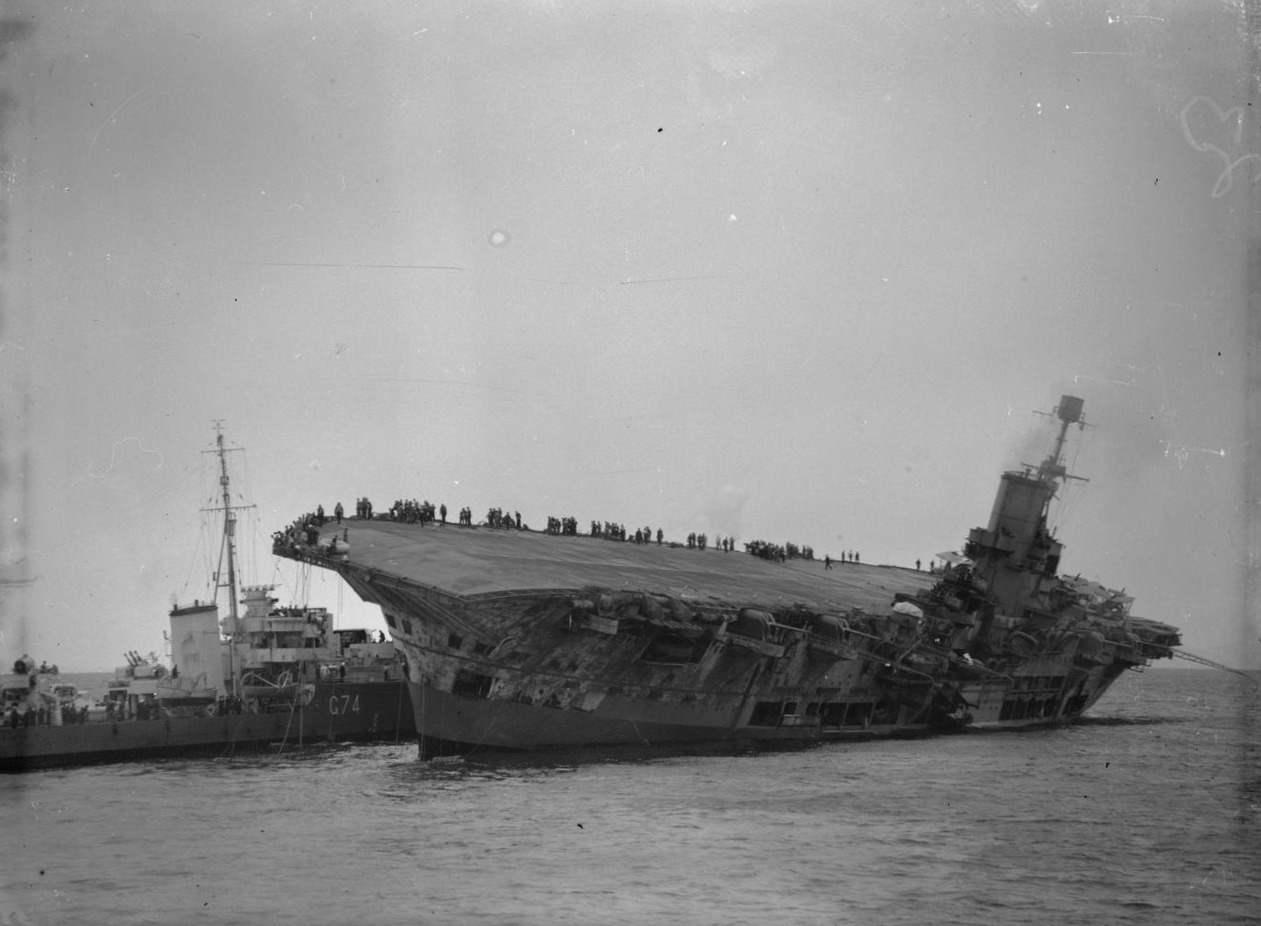
Гибель HMS Ark Royal

«Арк Ройял» принял участие во многих операциях Второй мировой войны. Его авиагруппа после начала войны первой сбила вражеский самолёт. Он участвовал в Норвежской операции, в охоте за «Бисмарком», перебрасывал самолёты на Мальту.
Торпедирован 13 ноября 1941 года немецкой подводной лодкой U-81. Затонул на следующий день.

## Обнаружение
Обломки затонувшего авианосца были обнаружены в декабре 2002 г. с помощью дистанционно управляемого глубоководного аппарата (HUGIN 3000), оборудованного гидролокатором. Обнаружение и исследование обломков были выполнены исследовательской компанией C&C Technologies, Inc в рамках соглашения с ВВС о поиске и исследовании затонувшего судна. Обломки находятся на глубине 1066 м, на расстоянии в 56 км от Гибралтара. Корпус авианосца в результате затопления разрушился на две основные части (носовую и кормовую), находящиеся на расстоянии около 20 м друг от друга. Кормовая часть лежит на дне на ровном киле, а носовая - вверх килем. Вокруг них, на обширной территории, находится множество мелких обломков, включая островную надстройку и фрагменты самолётов, базировавшихся на борту авианосца. На основе проведённых подводно-археологических работ компанией ВВС был снят документальный фильм, посвящённый боевой службе авианосца во время Второй Мировой Войны и его обнаружению после затопления.

## Интересные факты
- Одним из выживших «Арк Ройяла» оказался легендарный Непотопляемый Сэм — корабельный кот, который пережил за свою жизнь три крушения кораблей.